# Mimi Kennedy
Mimi Kennedy, pseudonimo di Mary Claire Kennedy (Rochester, 25 settembre 1948), è un'attrice e attivista statunitense.

## Biografia
Dal 1978 è sposata con l'attore Larry Dilg da cui ha avuto due figli. È cugina dell'attrice Ruth Warrick.

## Filmografia

### Cinema
- Uno strano caso (Chances Are), regia di Emile Ardolino (1989)
- Legami di famiglia (Immediate Family), regia di Jonathan Kaplan (1989)
- Alza il volume (Pump Up the Volume), regia di Allan Moyle (1990)
- La morte ti fa bella (Death Becomes Her), regia di Robert Zemeckis (1992)
- Le ragioni del cuore (Reasons of the Heart), regia di Rick Jacobson (1996)
- Buddy - Un gorilla per amico (Buddy), regia di Caroline Thompson (1997)
- Erin Brockovich - Forte come la verità (Erin Brockovich), regia di Steven Soderbergh (2000)
- A Single Woman, regia di Kamala Lopez (2008)
- In the Loop, regia di Armado Lannuci (2009)
- Parto col folle (Due Date), regia di Todd Phillips (2010)
- Midnight in Paris, regia di Woody Allen (2011)
- Cinque anni di fidanzamento (The Five-Year Engagement), regia di Nicholas Stoller (2012)
- In Sickness and in Health, regia di Aaron Denius Garcia – cortometraggio (2013)
- Squatters, regia di Martin Weisz (2014)

### Televisione
- Marcia nuziale a tre (Getting Married) – film TV (1978)
- In casa Lawrence (Family) – serie TV, episodio 4x21 (1979)
- Stockard Channing in Just Friends – serie TV, 13 episodi (1979)
- Thin Ice – film TV (1981)
- Maggiordomo per signora (The Two of Us) – serie TV, 20 episodi (1981-1982)
- I've Had It Up to Here – film TV (1982)
- American Playhouse – serie TV, episodio 3x05 (1984)
- A cuore aperto (St. Elsewhere) – serie TV, episodi 3x11-3x12 (1984)
- Giudice di notte (Night Court) – serie TV, episodio 2x19 (1985)
- Spencer – serie TV, 13 episodi (1984-1985)
- Ai confini della realtà (The Twilight Zone) – serie TV, episodi 2x03-2x04 (1986)
- ABC Weekend Specials – serie TV, episodio 10x04 (1986)
- Tall Tales & Legends – serie TV, episodio 1x08 (1986)
- Disneyland – serie TV, episodi 30x11-31x23 (1986-1987)
- La moglie di Boogedy (Bride of Boogedy), regia di Oz Scott – film TV (1987)
- La piccola Scott (Baby Girl Scott) – film TV (1987)
- Family Man – serie TV, 7 episodi (1988)
- Racconti della cripta (Tales from the Crypt) – serie TV, episodio 1x01 (1989)
- Homeroom – serie TV, episodi 1x02-1x05 (1989)
- Agli ordini papà (Major Dad) – serie TV, episodio 1x24 (1990)
- Una casa per Willis (A Promise to Keep) – film TV (1990)
- Peccato originale (Sins of the Mother) – film TV (1991)
- California (Knots Landing) – serie TV, episodi 12x23-13x04 (1991)
- I dinosauri (Dinosaurs) – serie TV, episodio 2x11 (1991)
- Wildest Dreams – film TV (1991)
- Homefront - La guerra a casa (Homefront) – serie TV, 42 episodi (1991-1993)
- Joe's Life – serie TV, 11 episodi (1993)
- Second Chances – serie TV, episodio 1x01 (1993)
- The George Carlin Show – serie TV, episodi 11x11-2x08 (1994)
- Bless This House – serie TV, episodio 1x01 (1995)
- ABC Afterschool Specials – serie TV, episodio 24x01 (1995)
- First Time Out  – serie TV, episodio 1x05 (1995)
- Partners – serie TV, episodio 1x09 (1995)
- Baywatch Nights – serie TV, episodio 1x01 (1995)
- The Crew – serie TV, episodio 1x14 (1996)
- Dream On – serie TV, episodio 6x18 (1996)
- Homicide, Life on the Street – serie TV, episodio 4x11 (1996)
- Savannah – serie TV, 22 episodi (1996-1997)
- Dharma & Greg – serie TV, 119 episodi (1997-2002)
- Una nuova vita per Zoe (Wild Card) – serie TV, episodio 1x09 (2003)
- Squadra Med - Il coraggio delle donne (Strong Medicine) – serie TV, episodio 6x04 (2005)
- Cold Case - Delitti irrisolti (Cold Case) – serie TV, episodio 3x03 (2005)
- Grey's Anatomy – serie TV, episodio 2x05 (2005)
- Dr. House - Medical Division (House, M.D.) – serie TV, episodio 2x10 (2006)
- Febbre d'amore (The Young and the Restless) – serial TV, 3 puntate (2006)
- Medium – serie TV, episodio 3x16 (2007)
- E.R. - Medici in prima linea (ER) – serie TV, episodio 14x03 (2007)
- I signori del rum (Cane) – serie TV, episodio 1x07 (2007)
- Ghost Whisperer - Presenze (Ghost Whisperer) – serie TV, episodio 3x13 (2008)
- Private Practice – serie TV, episodio 3x09 (2009)
- Tre bambini sotto l'albero (The Three Gifts), regia di David S. Cass Sr. – film TV (2009)
- No Ordinary Family – serie TV, episodio 1x07 (2010)
- Vi presento i miei (Retired at 35) – serie TV, episodio 1x06 (2011)
- Criminal Minds – serie TV, episodio 6x16 (2011)
- Love Bites – serie TV, episodio 1x04 (2011)
- Untitled Jeff and Jackie Filgo Project – film TV (2011)
- Scandal – serie TV, episodio 1x02 (2012)
- In Plain Sight - Protezione testimoni (In Plain Sight) – serie TV, episodi 5x04-5x05-5x07 (2012)
- Drop Dead Diva – serie TV, episodio 4x12 (2012)
- Up All Night – serie TV, episodio 2x11 (2012)
- First Dates with Toby Harris – serie di cortometraggi TV, episodio 2x02 (2013)
- Anger Management – serie TV, episodio 2x02 (2013)
- Mistresses - Amanti (Mistresses) – serie TV, episodio 1x13 (2013)
- Two Wrongs – film TV (2013)
- Veep - Vicepresidente incompetente (Veep) – serie TV, episodi 2x06-3x10 (2013-2014)
- Switched at Birth - Al posto tuo (Switched at Birth) – serie TV, episodio 3x19 (2014)
- Childrens Hospital – serie TV, episodio 6x13 (2015)
- The Brink – serie TV, 4 episodi (2015)
- The Catch – serie TV, episodio 1x10 (2015)
- Mom – serie TV (2013-2021)

## Doppiatrici italiane
Nelle versioni in italiano delle opere in cui ha recitato, Mimi Kennedy è stata doppiata da:
- Lorenza Biella in Ghost Whisperer - Presenze, The Catch
- Angiola Baggi in La morte ti fa bella, The Brink
- Esther Ruggiero in Febbre d'amore
- Aurora Cancian in Cold Case - Delitti Irrisolti
- Anna Rita Pasanisi in Dr. House - Medical Division
- Antonella Alessandro in Private Practice
- Roberta Gasparetti in Criminal Minds
- Flavia Fantozzi in Scandal
- Cristina Noci in Dharma & Greg
- Sonia Scotti in Mom
- Melina Martello in Midnight in Paris
- Maria Pia Di Meo in Savannah